# Jo Coxová
Joanne „Jo“ Coxová, celým jménem Helen Joanne Cox, (22. června 1974 Batley – 16. června 2016 Leeds) byla humanitární pracovnice a britská poslankyně za Labouristickou stranu. Byla zavražděna britským neonacistou Thomasem Mairem během kampaně před referendem o členství Spojeného království v Evropské unii v roce 2016.

## Život
Pocházela ze severní Anglie z dělnického prostředí. Vystudovala univerzitu v Cambridge a právě až toto studium ji přivedlo k levicové politice a do řad labouristů. Před svým zvolením poslankyní pracovala jako vedoucí humanitárních programů ve významné britské neziskové charitativní organizaci Oxfam, působila v několika válečných oblastech světa (Darfúr a Afghánistán). Byla vdaná, manželem byl Brandon Cox, a měla dvě děti.

### Politická kariéra a názory
Ve všeobecných volbách v roce 2015 získala křeslo pro Labouristickou stranu ve volebním obvodě Batley a Spen. Ve straně se identifikovala s levicovým křídlem, byla jedním z 36 poslanců, kteří nominovali na post předsedy Jeremyho Corbyna. Byla zastánkyní setrvání Spojeného království v Evropské unii a obhájkyní aktivního přístupu při řešení občanské války v Sýrii. Na půdě poslanecké sněmovny vedla též kampaň za dvoustátní řešení izraelsko-palestinského konfliktu. Jo Coxová patřila mezi významné postavy britského prouprchlického hnutí; ve své nástupní řeči v dolní sněmovně britského parlamentu (House of Commons) prohlásila, že:
| „           | Imigrace významně zlepšuje naše komunity, ať už se jedná o irské katolíky, muslimy z indického Gudžarátu či pákistánského Kašmíru. Znovu a znovu mě překvapuje, když cestuji po svém volebním okrsku, jak moc jsme jako komunita sjednocení a že to, co nás spojuje, významně převyšuje to, co nás rozděluje. | “ |
| — Jo Coxová | |   |

## Atentát
Dne 16. června 2016 byla pobodána, postřelena a zkopána během pauzy na oběd ve městě Birstall v hrabství West Yorkshire, kde se zúčastnila pravidelného setkání se svými voliči. Svým zraněním podlehla po převozu do nemocnice. Podezřelý 52letý Thomas Mair byl zatčen. Dle prvních zpráv útočník vykřikoval během útoku „Britain First!“, což je název britské ultrapravicové politické strany a též heslo britských nacionalistů. Během útoku byl zraněn i další muž, který se snažil útočníka zastavit. Dle očitého svědectví byl vyzbrojen loveckým nožem a podomácku vyrobenou zbraní.

### Následky
Stala se prvním zavražděným poslancem vykonávajícím mandát od roku 1990, kdy bomba v autě nastražená Prozatímní IRA zabila konzervativního poslance Iana Gowa. Na její smrt okamžitě zareagovaly finanční trhy posílením britské libry vůči americkému dolaru, když investoři spekulovali, že by tento čin mohl posílit pozici zastánců setrvání Velké Británie v Evropské unii. Oba tábory pozastavily kampaň před nadcházejícím referendem.